# Партия на справедливостта и развитието (Турция)
Вижте пояснителната страница за други значения на Партия на справедливостта и развитието.
Партията на справедливостта и развитието (на турски: Adalet ve Kalkınma Partisi, съкратено AKP или AK Parti) е консервативна и популистка партия. Тя е управляващата политическа партия в Турция. Основана е на 14 август 2001 г. от бившия кмет на Истанбул — Реджеп Тайип Ердоган. ПСР има 289 депутати в турския парламент. Към 2021 г. партията е най-голямата в Турция и е на власт непрекъснато от 2003 г., когато нейния лидер Реджеп Ердоган, става министър-председател, през 2014 г. е избран за президент и към днешна дата продължава да заема тази длъжност.
Основана през 2001 г., партията има силна база за подкрепа сред ортодоксалните мюсюлмани и произтича от консервативната традиция на османското минало на Турция и нейната ислямска идентичност, въпреки че партията категорично отрича, че е ислямистка.
На парламентарните избори от 2002 г. ПСР взема 35% от гласовете и спечелва абсолютно парламентарно мнозинство. Изборният успех на ПСР поражда силни опасения сред светските среди на турското общество.
Партията е кредитирана от мнозина с преминаването на поредица от реформи от 2002 до 2011 г., които увеличават достъпа до здравеопазване и жилища, разпределят се субсидии за храна, увеличава се финансирането на студенти, подобрява се инфраструктурата в по-бедните квартали, приватизира се държавния бизнес, увеличава се гражданския надзор над мощните военни, преодоляват се икономическите кризи и се наблюдават високи темпове на растеж на БВП и доход на глава от населението.
Правителството на Ердоган си поставя за цел членството на Турция в ЕС. Поради това са предприети много законодателни промени, в това число и отмяната на смъртното наказание и снемане на забраната за употреба на кюрдски език. ПСР успява отчасти да намали и прекомерното влияние и намеса на турските военни в политическия живот на страната.
Правителството на ПСР отменя забраните за религиозно и консервативно облекло (напр. хиджаб) в университети и държавни институции, помага на ислямските училища, въвежда по-строги разпоредби за абортите и по-високи данъци върху консумацията на алкохол. Това довежда до твърдения, че подрива тайно турските конституционни светски принципи (турската конституция забранява шериата в правния кодекс или религиозните политически партии, а съдилищата са забранили няколко партии за нарушаване на светските принципи) и довежда до две неуспешни съдебни дела, опитващи се да заличат партията през 2002 и 2008 година.
През декември 2013 г. избухва корупционен скандал в Турция в резултат от криминално разследване на няколко ключови членове на турското правителство на министър-председателя Реджеп Ердоган. Повечето от въвлечените в скандала са членове на неговата партия.
Партията претърпява неуспехи на местните избори през 2019 г., губи Истанбул, Анкара и други големи градове, в допълнение към загубите, приписвани на турската икономическа криза, обвинения в авторитаризъм, както и предполагаемо бездействие на правителството по отношение на сирийската криза с бежанците.
През 2020 и 2021 г. ПСР губи почти цялата си подкрепа от страна на кюрдите, главно заради политиката на Ердоган по отношение на ПКК и нарастващия турски национализъм. Партията на справедливостта и развитието се опитва да си върне подкрепата чрез прилагане на различни централизирани политики.
Към 2021 г. Партията на справедливостта и развитието е петата по големина политическа партия в света по членство и е най-голямата политическа партия извън Китай, Индия или САЩ.

## Критика
Критиците обвиняват ПСР, че има „скрит дневен ред“ въпреки публичното им одобрение на секуларизма, а партията поддържа неформални отношения и изразява подкрепа за Мюсюлманското братство. Както вътрешната, така и външната политика на партията се възприема като панислямистка или неоосманска, като се застъпва за възраждане на османската култура често за сметка на светските републикански принципи, като същевременно увеличава регионалното присъствие в бившите османски територии.
ПСР е критикувана за подкрепата на широкомащабната чистка на хиляди учени след неуспешния опит за преврат през 2016 г. Учениците от началните, прогимназиалните и средните училища са принудени да прекарат първия учебен ден след неуспешния държавен преврат в гледане на видеоклипове за „триумфа на демокрацията“ над заговорниците и слушане на речи, приравняващи цивилния контрапреврат, който прекъсва завладяването, с исторически османски победи отпреди 1000 години. Организирани са кампании за освобождаване на висшето образование и за отпадане на обвиненията срещу тях, за мирно упражняване на академичната свобода.
Затварянето на политически активисти продължава, докато председателят на Амнистия Турция е затворен за противопоставяне на Партията на справедливостта и развитието по измислени „терористични обвинения“. Тези обвинения предизвикват осъждане от много западни страни, включително от Държавния департамент на САЩ, ЕС, както и от международни и местни организации за правата на човека.

### Публикации на Седат Пекер
През 2021 г. лидерът на голяма престъпна група Седат Пекер, който бяга от Турция, публикува в Youtube поредица от разследващи видеозаписи за корупционните дейности на Реджеп Ердоган и членове на управляващата партия в Турция. Според неговите разкрития в партията процъфтяват шуробаджанащината, корупцията и уреждане на резултатите. Той казва още, че някои висши служители са замесени в трафик на наркотици, насилие и убийства. Според анкета на Avrasya Gayrimenkul, в която участват 2480 души с различни политически възгледи, 75% от турците, включително около 1/3 от привържениците на управляващата партия, се доверяват на разследванията му, а не на отговорите на правителството към тях.

## Председатели
| № | Председател                   | Портрет                      | Избирателен район                                                               | начало         | край           | Избори за председател           | Време                        |
| - | ----------------------------- | ---------------------------- | ------------------------------------------------------------------------------- | -------------- | -------------- | ------------------------------- | ---------------------------- |
| 1 | Реджеп Таип Ердоган (р. 1954) |                              | Сиирт (2002) Истанбул (I) (2007, 2011)                                          | 14 август 2001 | 27 август 2014 | Редовен конгрес през 2003 г.    | 13 години и 26 дни           |
| 1 | Реджеп Таип Ердоган (р. 1954) | Редовен конгрес през 2006 г. | Сиирт (2002) Истанбул (I) (2007, 2011)                                          | 14 август 2001 | 27 август 2014 |                                 | 13 години и 26 дни           |
| 1 | Реджеп Таип Ердоган (р. 1954) | Редовен конгрес през 2009 г. | Сиирт (2002) Истанбул (I) (2007, 2011)                                          | 14 август 2001 | 27 август 2014 |                                 | 13 години и 26 дни           |
| 1 | Реджеп Таип Ердоган (р. 1954) | Редовен конгрес през 2012 г. | Сиирт (2002) Истанбул (I) (2007, 2011)                                          | 14 август 2001 | 27 август 2014 |                                 | 13 години и 26 дни           |
| 2 | Ахмет Давутоглу (р. 1959)     |                              | Кония                                                                           | 27 август 2014 | 22 май 2016    | Извънреден конгрес през 2014 г. | 1 година, 8 месеца и 25 дена |
| 2 | Ахмет Давутоглу (р. 1959)     | Редовен конгрес през 2015 г. | Кония                                                                           | 27 август 2014 | 22 май 2016    |                                 | 1 година, 8 месеца и 25 дена |
| 3 | Бинали Йълдъръм (р. 1954)     |                              | Истанбул (I) (2002) Ерзинджан (2007) Измир (II) (2011) Измир (I) (ноември 2015) | 22 май 2016    | 21 май 2017    | Извънреден конгрес през 2016 г. | 364 дни                      |
| 4 | Реджеп Таип Ердоган (р. 1954) |                              | Действащ президент                                                              | 21 май 2017    | настояще       | Извънреден конгрес през 2017 г. |                              |

## Резултати от избори

### Президентски избори
|  | 10 август 2014 | Реджеп Таип Ердоган | 21 000 143 | 51,79% | – | – | Избран |  |
|  | 24 юни 2018    | Реджеп Таип Ердоган | 26 324 482 | 52,59% | – | – | Избран |  |

### Избори за Велико Народно събрание
|  | 3 ноември 2002 | Реджеп Таип Ердоган | 10 808 229 | 363 / 550 ( 363) | 34,28% 34.28 % | #1–во място Мнозинство              |  |
|  | 22 юли 2007    | Реджеп Таип Ердоган | 16 327 291 | 341 / 550 ( 22)  | 46,58% 12.30 % | #1–во място Мнозинство              |  |
|  | 12 юни 2011    | Реджеп Таип Ердоган | 21 399 082 | 327 / 550 ( 14)  | 49,83% 3.25 %  | #1–во място Мнозинство              |  |
|  | 7 юни 2015     | Ахмет Давутоглу     | 18 867 411 | 258 / 550 ( 69)  | 40,87% 8.96 %  | #1–во място Избор на правителството |  |
|  | 1 ноември 2015 | Ахмет Давутоглу     | 23 681 926 | 317 / 550 ( 59)  | 49,50% 8,63 %  | #1–во място Мнозинство              |  |
|  | 24 юни 2018    | Реджеп Таип Ердоган | 21 333 172 | 295 / 600 ( 21)  | 42,56% 6,94 %  | #1–во място Мнозинство              |  |